# Offsetantenne

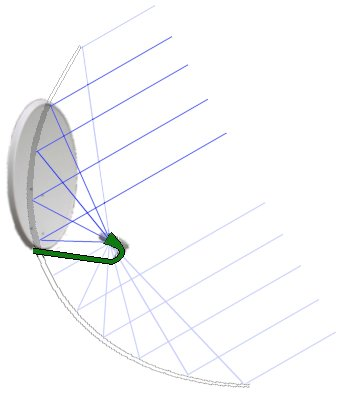
Reflektor einer Offsetantenne als Ausschnitt aus einem gedachten Parabolreflektor

Bei einer Offsetantenne, auch Offsetspiegel genannt, ist der Parabolreflektor ein Ausschnitt aus einem Paraboloiden. Der Erreger (eine Hornantenne) und seine  Halterung befinden sich außerhalb der Hauptstrahlungsrichtung und können somit das Antennendiagramm nicht durch „Schattenbildung“ negativ beeinflussen.
Der Erreger – meist ein Rillenhornstrahler – strahlt nach oben in einen Parabolreflektorausschnitt, und der Rest des symmetrischen Paraboloiden wird nicht verwendet. Die verbliebene Reflektorfläche ist auch nicht kreisrund, sondern elliptisch, wenn das parallele Strahlenbündel einen kreisrunden Querschnitt hat. Aber auch andere Ausschnittsformen werden verwendet. Der Ein- und Ausfallswinkel des mittleren Strahls wird als Offsetwinkel bezeichnet. 
Offsetantennen werden hauptsächlich in Satellitenrundfunk-Empfangsanlagen mit einem Offsetwinkel von 25° verwendet. Hier liegt der Vorteil einer Offsetantenne auch darin, dass der Reflektor trotz einer für Mitteleuropa typisch um etwa 30° nach oben gerichteten Empfangsrichtung fast senkrecht montiert werden kann, so dass sich im Winter kein Schnee auf dem Reflektor ansammeln kann, was den Empfang  verschlechtern oder verhindern würde.